# Битва при Нисибисе (217)
Битва при Нисибисе — одно из крупнейших сражений в истории римско-парфянских войн, произошедшее в 217 году, которое запомнилось своим размахом, решительностью сторон, огромными потерями и участием в нем правителей противников, римского императора и парфянского царя.

## Предыстория

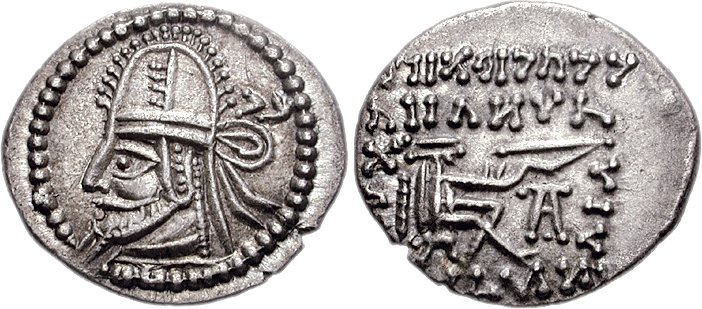
Артабан на древней монете.

Римский император Каракалла, мечтавший раздвинуть границы Рима до Индии по примеру своего кумира Александра Македонского, примерно начиная с 210—211 года стал готовиться к кампании против Парфии, желая в ходе военной кампании раз и навсегда уничтожить Парфянское царство. Удобный момент подвернулся к 217 году — Парфия в очередной раз в своей истории оказалась в состоянии междоусобной войны между претендентами на престол, царевичами Артабаном V и Вологезом V. Хотя власть официально и была завещана Вологезу, Артабан стал оспаривать права Вологеза на корону, и Парфия, в очередной раз разделившись на два лагеря, была ввергнута в междоусобную войну, что значительно подрывало её силы, и без того истощённые в ходе нескончаемых внешних и внутренних войн и конфликтов.
В ходе междоусобной войны Вологез V был побежден. Ему сохранили жизнь и выделили в правление небольшую область с городом Вавилоном в Месопотамии, а вся остальная Парфия оказалась в руках Артабана V. Во многих областях и провинциях власть парфянского царя была лишь формальной, реально власть Артабана распространялась только на юг Месопотамии, Мидию и ряд соседних областей.
Каракалла, решив воспользоваться ситуацией, выступил в поход против Парфии примерно в 214—216 гг. Артабан не желал вступать в конфликт с Каракаллой и всеми силами старался избежать его. Поначалу Каракалла, еще не вступив в пределы Парфии, расправился с царством Осроена, включив его в состав империи в качестве провинции. Артабан, желая избежать войны, даже выдал всех беглецов, прятавшихся в Парфии после уничтожения независимости Осроены. Затем Каракалла направил посольство к Артабану с предложением женитьбы на его дочери, что было, конечно же, политическим маневром и хитростью, с целью выманить Артабана к себе. Артабан, поначалу отказав Каракалле, затем все же согласился и сам выехал со свитой к Каракалле. Но, неожиданно, по приказу Каракаллы, римляне напали на парфянское посольство, и Артабану чудом удалось избежать смерти. После предательского поступка Каракаллы, воспользовавшись суматохой, римская армия перешла Тигр и двинулась по внутренним землям собственно Парфии. В ходе похода были захвачены многие города и крепости в Месопотамии, при этом римлянами были разрушены и осквернены могилы парфянских царей в Арбеле. После этого оскорбления речи о мире между двумя державами уже быть не могло.
Артабан отправился на восток Парфии собирать войско, Каракалла же двинулся на зимние квартиры в Карры.
В 217 году Артабан наконец собрал парфянское войско и выступил в поход. Вероломство Каракаллы и разрушение могил парфянских царей крайне возмутили Парфию, вокруг Артабана объединилась вся парфянская знать, в том числе и бывшие непримиримые противники Артабана.
Известие о выступлении огромного парфянского войска справедливо вызывало опасения у многих римских полководцев. Многие из них, в частности префект преторианцев Марк Оппелий Макрин, опасались продолжения войны. Понимая, что заставить Каракаллу пойти на мир невозможно, и ясно осознавая всю ожесточённость парфян, командиры римской армии во главе с Макрином составили заговор, убив Каракаллу.
После убийства Каракаллы новый император Макрин отправил посольство к парфянам с миром, но оно было отвергнуто Артабаном, желавшим отмщения за вероломство Каракаллы. Понимая, что на мир парфяне не пойдут, Макрин, до того провозглашённый императором, сам выступил в поход.
Армии сошлись на местности вблизи города Нисибиса в 217 году.

## Силы сторон
Точных данных о численности парфянского войска нет, но, по свидетельству современников, оно было самым крупным за всю историю римско-парфянских войн. Как и прежде, основой силы парфян была тяжелая кавалерия катафрактов и конных лучников. Особых изменений в тактике парфян не было.
Римское войско состояло из 7 легионов, императорской гвардии и вспомогательных сил германцев, предположительно от 70 до 100 тыс.

## Ход битвы
Противники сошлись на равнине вблизи Нисибиса. Парфяне с началом рассвета пошли в атаку, планомерно и беспрерывно обстреливая из луков римские войска, которые заняли оборонительную позицию. Атаки конных лучников подкреплялись атакой катафрактов. Основной целью, поставленной Артабаном, было полное уничтожение римского войска. К вечеру парфяне отошли на свои позиции, продолжив атаки на второй день; римляне пытались контратаковать, но моментально оказывались смятыми парфянами. К вечеру второго дня стал ощущаться кризис в римском лагере. На третий день битвы парфяне решили окончательно сокрушить римлян, предприняв попытки окружения римского войска, но римляне растянули свой фронт, стараясь не дать парфянам окружить себя. Несмотря на это, парфяне беспрерывно продолжали наступать на римлян, постепенно тесня их на всех позициях, не считаясь ни с какими потерями.
По свидетельству Геродиана, всё поле было завалено трупами и залито кровью, так что воевали на телах павших в бою.
Упорное наступление парфян в итоге поставило римлян на грань катастрофы с реальной перспективой полного истребления их войска, продолжись битва хотя бы еще один день. Это вынудило Макрина пойти на переговоры с Артабаном. К вечеру третьего дня битвы, когда стороны разошлись по своим лагерям, Макрин отправил послов к парфянам с предложением мира. Заверяя, что Каракалла, так вероломно поступивший с Артабаном, убит, Макрин возвращал Парфии все ранее захваченные тем города и крепости парфян в Месопотамии и, кроме того, все земли, захваченные прежними императорами, соглашаясь на огромную контрибуцию в 200 млн сестерциев. Только после этого Артабан принял предложение мира.

## Итоги
Римское войско было, по сути, уничтожено, Макрин вернулся лишь с жалкими остатками некогда победоносной армии Каракаллы, сведя на нет все успехи своих предшественников в войнах на Востоке.
Но и парфянам победа далась очень нелегко, их потери тоже были весьма высоки. Учитывая, что Парфия и до того была ослаблена междоусобными войнами, в стратегическом плане потери парфян оказались даже более значительными, так как спустя пару лет Артабану просто не хватило сил, чтобы противостоять восстанию наместника провинции Парс Ардаширу, который окончательно сверг власть Аршакидов в Иране, тем самым ознаменовав начало новой эпохи, Сасанидской.